# Teledata (jura)
 For alternative betydninger, se Teledata. (Se også artikler, som begynder med Teledata)
Teledata omtales især i forbindelse med retshåndhævelse. Det er en fællesbetegnelse for data, som identificerer en bruger af en teletjeneste. Ofte anvendes synonymet teleoplysninger.
Tidligere var teledata begrænset til oplysninger om fastnettet (f.eks. telefon og fax-forbindelser). Men i dag omfatter begrebet også identifikation af visse internetbrugere og masteoplysninger.

## Teledata på fastnettet
Teledata er baseret på teleselskabernes taksttelegrammer. Det er en lille datapost, som registreres, hver gang brugeren foretager et telefon-, fax- eller dataopkald. De basale oplysninger er:
- Tidspunkt
- A-nummer (telefonnummeret, der ringes fra)
- B-nummer (telefonnummeret, der ringes til)
- Opkaldets varighed

En modem-brugers opkald til internettet genererer et taksttelegram på præcis samme måde som et almindeligt telefonopkald (B-nummeret vil så være dial in-nummeret på internetudbyderen).

## Teledata på mobilnettet
Teledata for mobiltelefoni indeholder samme oplysninger som ved fastnet, og tilføjet oplysninger der relaterer sig til mobiltelefoni såsom masteoplysninger og SIM-kort id.
Efter indførsel af Overvågningsloven i 2007 er teleselskaber forpligtet til at registrere en mængde oplysninger og opbevare dem mindst et år.
Oplysningerne er:
- Dato og tidspunkt for start af opkald
- A-nummer (telefonnummeret, der ringes fra)
- B-nummer (telefonnummeret, der ringes til)
- Opkaldets varighed
- Postadressen på masten hvor opkaldet startede
- Postadressen på masten hvor opkaldet sluttede
- IMEI-nummer (SIM-kort nummer)
- Opkaldstype: SMS eller tale

## Teledata på internettet
Internetudbyderens registreringer minder meget om taksttelegrammer på telenettet. Det er dataposter, som registreres, hver gang brugeren forbinder sig til internettet. Som minimum registreres:
- Tidspunkt
- Entydig identifikation af kunden (kundenummer)
- Tildelt ip-adresse

Typisk registreres også trafikmængden (på upload og download) og i visse tilfælde også protokoltypen (f.eks. http eller ftp).

## Masteoplysninger
Masteoplysninger beskriver, hvilken mobiltelefon, der har været i forbindelse med en bestemt sendemast.
Disse teledata kan med stor præcision bruges til at kortlægge en persons færden, uanset om han har talt i sin telefon eller ej. Når blot telefonen er tændt og har forbindelse til telenettet, bliver oplysningerne registreret.
Oplysningerne benyttes ofte til eftersøgning af savnede personer. Andre gange er det en måde at fastlægge en sigtet eller tiltalts færden, som det var tilfældet i sagen mod Kurt Thorsen, hvor netop masteoplysninger spillede en stor rolle.

## Lovgrundlag
Telekommunikation er grundlæggende omfattet af Grundlovens §72 om retten til meddelelseshemmelighed. Men der er en række undtagelser, bl.a. det åbenlyse hensyn til teleselskabernes mulighed for at sende en regning til kunderne.
De fleste taksttelegrammer for både fastnet, mobilnet og internet bliver gemt i fem år, da Bogføringslovens §10 påbyder virksomheder at gemme alle bilag i så lang tid.
Imidlertid er det jo ikke alle dataposter, der har betydning for fakturering af kunden. Det gælder typisk, hvis kunden har et såkaldt flatrate-abonnement, hvor man betaler en fast pris uanset forbrug.
I takt med internettets hastige udbredelse fik det i 1999 Justitsministeriet til at udgive en betænkning (nr. 1377/1999), hvori Brydensholtudvalget anbefalede, at alle teledata skulle opbevares i seks måneder for at sikre politiet tilstrækkelige muligheder for at efterforske kriminalitet på internettet, særligt børneporno.
Justitsminister Frank Jensen (Soc.) fremsatte 21. marts 2001 et lovforslag (L194/2001), hvor det bl.a. blev diskuteret at implementere anbefalingerne fra Brydensholtudvalget.
Imidlertid blev forslaget forkastet, ikke mindst pga. intens debat om privatlivets fred og retten til anonymitet på internettet. Blandt bannerførerne i debatten var interesseorganisationen Digital Rights anført af science fiction-forfatteren Per Helge Sørensen, som også havde afgivet høringssvar i forbindelse med behandling af lovforslaget.
Kort tid efter terrorangrebene i USA d. 11. september 2001 opstod der på ny fokus på teledata. Justitsministeren fremsatte 13. december 2001 lovforslag (L35/2001) om at sikre opbevaring af teledata, nu med henvisning til nødvendigheden af at sikre politiet mulighed for at forebygge og efterforske terrorhandlinger.
På trods af, at forslaget var langt mere vidtrækkende, blev det vedtaget med stort flertal (97 stemmer mod 10), og det blev bl.a. fastslået, at teleselskaberne fremover skulle sikre teledata i 12 måneder. Sidstnævnte blev indskrevet i Retsplejelovens §786, stk. 4.
Der skulle dog gå flere år med intense forhandlinger mellem Videnskabsministeriet, Justitsministeret og telebranchen for at finde ud af, hvordan reglerne skulle udmøntes i praksis. Logningsbekendtgørelsen trådte først i kraft 28. september 2006.
Undervejs udtalte justitsminister Lene Espersen (Kons.) bl.a., at hun forventede, at teleselskaberne fremover ville registrere, hvilke internetsider der blev besøgt. Det sker nu via registrering af både afsender og modtagers ip-adresse samt protokoltype på kommunikationen. I praksis betyder det, at internetudbyderen gemmer kundens ip-adresse sammen med oplysninger om, hvilken ip-adresse (f.eks. en hjemmeside) han har kommunikeret med og hvornår.
Derudover skal internetudbyderen gemme postlister, så man kan se, hvem der har sendt e-mails til hvem og hvornår.
Der er intet krav om at gemme indholdet af e-mailen, og det vil som udgangspunkt fortsat være ulovligt for internetudbyderen at gøre det. Internetudbyderen opbevarer alene indholdet af kundens e-mail, hvis kunden endnu ikke har hentet sin post fra serveren, eller hvis kunden har læst sin post via webmail uden at slette den.

## Retshåndhævelse
En tele-/internetudbyder har pligt til at etablere et døgnbemandet kontaktpunkt. Dvs., at politiet skal kunne komme i kontakt med udbyderen udenfor normal arbejdstid.
Politiet har generelt tre muligheder for at indgribe i meddeleleseshemmeligheden, beskrevet i Retsplejelovens kapitel 71:
- Egentlig aflytning/tapning af data baseret på en dommerkendelse
- Udlevering af teledata baseret på en dommerkendelse
- Hasteudlevering af teledata med løfte om senere forevisning af en dommerkendelse (nødprocedure)

Når politiet henvender sig til tjenesteudbyderen, sker det på baggrund af en såkaldt editionskendelse som beskrevet i Retsplejelovens §804. Populært sagt er det en regel, der pålægger udbyderen at udlevere materiale, som vurderes at være vigtigt bevismateriale.
Politiet skal altså både leve op til betingelserne for indgreb i meddelelseshemmeligheden og betingelserne for edition for at kunne få adgang til teledata.
Den særlige bestemmelse om "hastesikring" af teledata, beskrevet i Retsplejelovens §786a, blev indført som led i den såkaldte antiterrorpakke i december 2001. Tanken bag var, at politiet skulle sikres mulighed for hurtigt at få adgang til data, hvis et terrorangreb var umiddelbart forestående.
Det er næppe muligt at få indsigt i, om eksempelvis Politiets Efterretningstjeneste har anvendt reglerne i forbindelse med terrorbekæmpelse og i hvilket omfang, men det er ubestrideligt, at politiet har draget nytte af reglerne i forbindelse med bekæmpelse af øvrig kriminalitet, f.eks.  børneporno.
Udover politiet har Antipiratgruppen været flittig bruger af teledata i forbindelse med identifikation af brugere, der ulovligt har distribueret materiale beskyttet af ophavsretsloven.
Det sker med henvisning til en ændring af Retsplejeloven (lovforslag L17/2000), som trådte i kraft 1. april 2001, og som giver ret til – med fogedrettens hjælp – at sikre beviser til brug for en senere retssag om krænkelse af immaterielrettigheder.